# Rödingtjärnen, Jämtland
Rödingtjärnen är en sjö i Åre kommun i Jämtland och ingår i Indalsälvens huvudavrinningsområde. Sjön har en area på 0,203 kvadratkilometer och ligger 792,2 meter över havet.

## Delavrinningsområde
Rödingtjärnen ingår i det delavrinningsområde (700375-138080) som SMHI kallar för Utloppet av Rödingtjärnen. Medelhöjden är 797 meter över havet och ytan är 0,7 kvadratkilometer. Det finns inga avrinningsområden uppströms utan avrinningsområdet är högsta punkten. Vattendraget som avvattnar avrinningsområdet har biflödesordning 4, vilket innebär att vattnet flödar genom totalt 4 vattendrag innan det når havet efter 340 kilometer. Avrinningsområdet består mestadels av skog (61 procent). Avrinningsområdet har 0,2 kvadratkilometer vattenytor vilket ger det en sjöprocent på 28,7 procent.